# Paullinia racemosa
Paullinia racemosa är en kinesträdsväxtart som beskrevs av Heinrich Wawra. Paullinia racemosa ingår i släktet Paullinia och familjen kinesträdsväxter. Inga underarter finns listade i Catalogue of Life.